# Lycosa coreana
Lycosa coreana este o specie de păianjeni din genul Lycosa, familia Lycosidae, descrisă de Paik, 1994. Conform Catalogue of Life specia Lycosa coreana nu are subspecii cunoscute.